# Ашвіни
Ашві́ни (індійське — «вершники») — в староіндійській міфології боги краси, брати-близнята, подібні до героїв грецької міфології Діоскурів. Персоніфікують такі явища природи, як ранок та вечір.
Ашвіни (др.- інд. від asvin — «що володіє кіньми» або «народжений від коня»), у ведійській та індуїстській міфологіях божественні брати близнюки, що живуть на небі. У «Рігведі» їм присвячено 54 гімни цілком (по числу згадок Ашвіни йдуть відразу ж після Індри, Агні та Соми). Ашвіни належать до небесних божеств і пов'язані з досвітніми та вечірніми сутінками.
Розбуджені Ушас, вони мчать на золотій колісниці (триколісній, тримісній, широкій тощо), запряженій кіньми, птахами (орли, лебеді, соколи тощо) або на стовесельному кораблі по небу над усім світом у супроводі Сур'ї. Вони об'їжджають за день всесвіт і проганяють пітьму. Вранці їх закликають до себе молитвами. Ашвіни — знавці часу, вони народжені небом, їхнє місце в обох світах.
Ашвіни — рятівники, що допомагають в біді; вони приносять дари для аріїв, багатство, їжу, коней, корів, биків, дітей, світло, щастя, перемогу, дають довге життя, життєву силу. Вони захищають співаків, винагороджують їх. Підкреслюється роль Ашвін як божественних цілителів (Ашвіни — «божественні лікарі», «усезнавці»): вони повертають життя померлим, виліковують сліпих і кульгавих, здійснюють інші чудові вчинки. Вони рятують тих, хто гине у водній безодні; вони ж дають Шунахшепі пораду, як врятуватися від заклання. Ця функція Ашвін фіксується і в пізніших текстах («Махабхарата», «Гопатха — брахмана» тощо). Ашвіни пов'язані з медом (вони дають його бджолам, кроплять їм жертву, везуть мед на колісниці тощо) і сомою, на підставі чого голландський індолог Ф. Б. І. Кейпер висунув гіпотезу про заміну в Стародавній Індії старого п'янкого напою з меду сомою. Ашвіни нетерпимі до чужих, вони виступають проти злих духів, хвороб, скупих, заздрісників. З усіх божеств ведійського пантеону саме Ашвіни найтісніше пов'язані з солярними божествами й, як і останні, беруть участь у весільних ритуалах.
Ашвіни зображуються юними (вони — наймолодші з богів, але разом з тим стародавні), сильними, прекрасними, що володіють здоров'ям. Підкреслюється їхня яскравість, золотий колір (колір меду; кілька разів вони названі червоними), вони швидкі, спритні, могутні, володіють багатьма формами, прикрашені гірляндами з лотоса; вони танцюристи. Їх порівнюють з птахами (орли, гуси), биками, буйволами, газелями тощо. Пізніша іконографія уточнює ці описи Ашвін.
Головна особливість Ашвін — парність, і, хоча Ашвіни — близнюки, іноді вказується, що вони народилися порізно. Згідно з давньоіндійським лексикографом Яске, один з Ашвін — син ночі, другий — син світанку (один — син Сумакхі, другий — син неба). Не цілком ясно, як диференціювалися Ашвіни між собою в ранній період. Пізніше оформлюється ряд протиставлень, з елементами яких пов'язаний кожен з Ашвін: небо—земля, день—ніч, сонце—місяць тощо.
Їхній батько — Дьяус — Небо або Вівасват (в іншій версії — Мартанда). Матір'ю називають Ушас, Океан, річку Синдху, Саранйу, дочка Тваштара. Їхня дружина — Ашвіні. Разом з тим Ушас виступає і як сестра Ашвіні. Вони пов'язані й з дочкою бога сонця Сурєю (Ашвіни одночасно її чоловіки та свати для Соми). Пушан — їхній син, разом з тим Ашвіни (порізно) — батьки Накула і Сахадева — двох молодших пандавів. Також виступають разом з Індрою, Рудрою (і Рудрами), Вач, Сомою тощо.
У ряді міфологічних сюжетів Ашвіни грають видну роль. Основний з них описує народження Ашвін. Дочка Тваштара Саранйа стала дружиною Вівасвата. Народивши Вівасвату двох близнюків Яму і Ямі, Саранйу, що не любила чоловіка, підміняє себе у всьому подібною їй жінкою, а сама, обернувшись кобилицею, тікає з дому. Помітивши обман, Вівасват, перетворившись на коня, пускається в погоню і наздоганяє її. Після примирення Саранйа народжує двох близнюків — братів — Насатью і Дасру, які й стали називатися Ашвіні (також і Насатьямі).
Ашвіни виступають і в сюжеті поєдинку Індри зі своїм колишнім другом асуром Намучі, який позбавив Індру сили. Ашвіни дали Індрі пораду, як перемогти Намучі (за допомогою покритої морською піною ваджри). Після вбивства Намучі Ашвіни з його крові приготували ліки, які повернули Індрі силу («Шатапатха — Брахмана» тощо). Ашвіни зцілюють Індру і тоді, коли він випиває надмірну кількість соми після вбивства Зішварупи, сина Тваштара («Махабхарата» тощо). Один з найбільш відомих міфологічних сюжетів, пов'язаних з Ашвінами, викладається в «Шата —патха — брахмані», «Махабхараті», «Бріхаддеваті» та ін. Ашвіни (Насатья і Дасра) одного разу побачили красуню Суканья, що виходила після купання з води, і запропонували їй вибрати з них собі чоловіка. Суканья відмовилася, тому що у неї був уже чоловік, старезний відлюдник Чьявана. Тоді Ашвіни омолодили Чьявану і разом з ним вийшли з озера у вигляді прекрасних юнаків, не відмітних один від одного. За таємним знаку Суканья таки зуміла вибрати Чьявану, який в подяку дав Ашвінам частку в пиятик соми, чим викликав гнів заздрісного Індри. В інших сюжетах, однак, Ашвіни не раз виступають у свиті Індри або як його помічники в битвах. Богині Калі Ашвіни дають брови. Особливо численні мотиви порятунку Ашвінамі когось з біди.
Шанування Ашвін продовжувалося і в післяведійську епоху. В епосі, пуранах, «Харіванші» вони іменуються Ашвінікумара, тобто «діти кобили», хоча їхня кінська природа, як і в водійських текстах, залишається завуальованій. Надалі з'являються інші пари близнюків, що дублють Ашвін. В образі Ашвін, найімовірніше, потрібно бачити сліди стародавнього індоєвропейського культу близнюків (див. блізнечності міфи). Ашвіни близькі давньогрецьким Діоскурам, синам Зевса. Як і Ашвіни, вони пов'язані з кіньми, зміною дня і ночі й, отже, сонцем, з функцією порятунку. Мотив народження Діоскурів з яйця співвідносимо з тим, що Ашвіни — сини Мартанди. Образ Ашвін проник в деякі культурні традиції народів Південно-Західної Азії.